# Prionapterus woltersi
Prionapterus woltersi là một loài bọ cánh cứng trong họ Cerambycidae.